# Фрикман, Нильс
Нильс Фрикман (1842—1911) — шведский учитель, евангелист. Писал гимны. В 1888 году переехал в США и был пастором церкви Евангелического Завета (протестантская деноминация) в Иллинойсе и Миннесоте на протяжении примерно 20 лет. Известен как «жизнерадостный христианский певец», Фрикман написал более 300 гимнов, многие из которых до сих пор поют прихожане в Швеции и США.
- Рождён — Нильс Ларссон, 20 октября 1842, Сюнне, Вэрмланд (Швеция)
- Умер — 30 марта 1911 (в возрасте 68 лет), Миннеаполис, Миннесота (США)
- Род занятий — учитель, евангелист, писатель гимнов
- Супруга — Бэтти Андердоттер Джонссон, брак в 1869
- Дети — 10 человек

## Швеция
Нильс Ларссон родился 20 октября 1842 года на ферме недалеко от Сюнне, Вэрмланд. В 1866 он поступил в учительский колледж в Карлштадте и поменял фамилию на Фрикман. (слово «Фрикман» взял от названия долины Фриксдален, где он родился). После выпуска в 1868 году Фрикман работал учителем начальных классов в школах в Вэрмланде и Остерготланде.
В 1869 году женился на Бэтти Джонссон, с которой у него было впоследствии 10 детей. Связи семейной пары со Свободной Церковью и П. П. Вальденштрёмом привели к конфликтам с попечительским школьным советом до тех пор, пока в 1833 году Фрикман не оставил учительское дело.
Следующие несколько лет он посвятил себя работе в духовенстве, распространяя Благую Весть как миссионер. На протяжении всего этого времени Фрикман писал гимны, преуспевая в этом и публиковал слова в христианском еженедельном периодическом издании Саннингсвиттнет (Мудрость правды).

## Америка
В 1888 году Фрикман и его семья иммигрировали в США после того, как он принял пасторское служение в Табернакльской Церкви в Чикаго. Они оставались в том городе до 1889 года, когда его вызвали в Салимскую миссию церкви Евангелического Завета в Пенноке, Миннесоте. Он нёс своё служение до 1907 года, в котором ушёл на пенсию.
Свои последние годы он провёл в Миннеаполисе, где он был на административной службе у церкви Евангелического Завета. В 1908 году он курировал публикацию Sions Basun (Сионская Труба). Будучи первым официальным сборником гимнов церкви Евангелического Завета, сборник включал в себя более чем 100 гимнов, написанных Фрикманом.
Нильс Фрикман умер 30 марта 1911 года в возрасте 68 лет. На его похоронах в Шведской церкви Евангелического Завета было 2000 человек. В 1928 году около его могилы на Лэйквудском кладбище в Минеаполе установили памятник. На камне выгравированы начальные строки гимна, который он считал своим лучшим:
«I have a future all sublime,
beyond the realms of space and time,
where my Redeemer I shall see,
and sorrow nevermore shall be.»